# Levens
Levens (in italiano Levenzo) è un comune francese di 4.718 abitanti situato nel dipartimento delle Alpi Marittime della regione della Provenza-Alpi-Costa Azzurra.
I suoi abitanti si chiamano Levensans o Levensois in francese, Levenzani in italiano, in dialetto nizzardo, parlato a Levens, sono detti lu Levensan.

## Storia

### Preistoria
Le tracce d'occupazione più antiche scoperte sul territorio del comune risalgono al Neolitico finale, che sono state messe in evidenza nella Grotte du Rat, scoperta nel 1913 dall'istitutore del villaggio Henri Sivade e ripubblicate nel 1971 da Roger Cheveneau.
La ripresa recente degli sterramenti di scavi antichi ha permesso di determinare un'occupazione funeraria del sito durante il Calcolitico.

### Medioevo
Il territorio ha fatto da sempre parte della Liguria sotto l'Impero Romano, nel Regno longobardo e nel Regnum Italiae formatosi con Carlo Magno.

### Rivalità Franco-Sarda
fra il XIII e XIV secolo cadde più volte sotto il dominio dei conti di Provenza, ma riguadagnò presto l'autonomia per entrare a far parte della Contea di Savoia nel 1388 (dedizione di Nizza alla Savoia).
Le finanze del Ducato di Savoia, essendo catastrofiche alla fine del XVII secolo, il duca Vittorio Amedeo II svaluta la moneta, aumenta fortemente le imposte e mette in liquidazione i comuni insolventi. I feudi di villaggi emancipati dopo secoli dalla loro tutela signorile sono venduti a ricchi gentiluomini ed a borghesi nobilitati.
È così che Jean Ribotti (1689-1721), dottore in medicina e filosofia esercente la sua professione all'ospedale maggiore di Torino, acquista il 14 ottobre 1609 per la somma di 159.580 lire sterline i luoghi di Isola, Venanzone, Utello, Breuil, Saorgio, Lantosque, Pigna, Bollena, San Salvatore, Contes, Levens e quattro villaggi della Valdeblore (La Bolline, Roche, San Dalmazzo e Molliera, di cui egli ne rivende certuni ad amici.
Quando Jean Ribotti vuole rivendere il feudo di Levens all'erede degli antichi signori Filippo ed Emanuele Grimaldi, i levenzani si rivoltano e l'infeudamento è annullato con lettera patente del 14 luglio 1700, confermando l'indipendenza di Levens come "contessa di se stessa".
Nel corso del tempo, la vita quotidiana pastorale dei Levenzani si migliora notevolmente, soprattutto dopo il trattato di Utrecht, che rende la Contea di Nizza al Regno di Sardegna-Piemonte nel 1713, e ciò malgrado le epidemie di peste nel 1631 e di “febbre maligna“nel 1738, così come la Guerra dei Trent'anni (1618-1638), della Lega di Augusta (1689-1697), e soprattutto la guerra di successione d'Austria (1741-1748), durante l'occupazione da parte delle truppe franco-spagnole ("gallo-ispaniche"), che edificano fortificazioni sulla linea del fronte del Férion.
Due importanti documenti redatti in quest'epoca sono gli "statuti campestri e politici di Levens" del 1751, che organizzarono la vita locale per secoli, ed il rapporto Joanini del 1752, che valutava lo stato della contea, esangue dopo il suo ritorno al regno di Sardegna per gli effetti del trattato d'Aquisgrana.
Tale relazione mostra che il bilancio di Levens era in eccedenza, ma con un pesante debito di circa 90.000 lire per beni del valore stimato di 17.000 e di entrate per 4.000.
Nel 1860, un anno prima dell'unità d'Italia, fu annessa alla Francia.

## Toponomastica
I cartulari dell'Abbazia di Saint-Pons fuori le mura o della cattedrale di Nizza attestano numerose forme antiche del toponimo: Sancta Maria de Leven (1075), castro qui nominatur Levent (1079), castellum Levenni (1108-1109), de Levendis (1125), Leven, Levens (1137-1159), castrum de Levengis (1203), in castro de Levens (nell'inchiesta commissionata da Carlo I d'Angiò per il confinamento del feudo nel 1251), Leventio, Levencio (1286, 1351, 1385), villa Levenci (1388), de Leventio (1567). Durante l'epoca sardo-piemontese, il villaggio è noto anche con la forma italiana Levenzo.

## Geografia fisica

### Clima
Levens gode d'un tipo di clima mediterraneo che si caratterizza per precipitazioni irregolari di circa 1.000 ml/mm, soprattutto in autunno ed in primavera, una siccità d'estate con temperature che passano raramente i 30 °C, un inverno piuttosto mite e secco, con una temperatura attorno ai 9 °C; venti generalmente deboli, con predominanza delle brezze di mare e di terra, ma tuttavia con particolarità dovute alla sua situazione in altitudine.
Infatti le temperature sono più fresche che sulla costa, le precipitazioni sono un po' più abbondanti con temporali d'estate, ed il villaggio conosce qualche giorno all'anno di gelo, soprattutto durante l'inverno 2008-2009 in cui sono caduti fino a 30 centimetri di neve.
Levens è dotato d'un clima gradevole da vivere in estate, poiché c'è una differenza di circa 3 °C tra Nizza e il paese, dove si superano di rado i 33 °C. Paradossalmente gli inverni possono essere molto freddi, secondo l'annata, e le temperature possono abbassarsi sino a 2 °C in giornata.
La tempesta di neve del 9 e 10 febbraio 1909 resta memorabile, così come rimangono nella memoria le gelate del 1929 e del 1956, a causa dei danni arrecati agli oliveti.
Il riscaldamento climatico è sensibile dagli anni novanta, al punto da perturbare l'economia delle stazioni sciistiche del dipartimento.

## Flora
L'unica foresta levenzana si trova sulla catena montuosa del Férion, sugheraia al sud verso la balza di Laval, a nord pineta in direzione di Duranus. Altrove, si trovano boscaglie o boschetti di ontani, carpini, castagni, frassini, noccioli e salici, così come specie forestali minoritarie, mentre gli olmi sono ormai spariti.
Contrariamente ai sovrani piemontesi del regno di Sardegna, il governo francese stanzia ingenti fondi nel 1861, dopo l'incorporazione della Contea di Nizza alla Francia, per il rimboschimento del comune.
Piantati dall'uomo ed ora talvolta sfuggiti alla coltura, ailanti od alberi del paradiso, ippocastani, cipressi, castagni, bagolari, gelsi, platani, in doppia fila centenaria lungo la Strada dipartimentale nº 19, ai Grands Prés, ed ulivi sono visibili qua e là.
Ci sono anche cedri del Libano sulla sommità del monte Férion, nei pressi della cappella di San Michele. Per gli arbusti, il ginepro domina tra il biancospino ed il prugnolo.

## Società

### Evoluzione demografica
Abitanti censiti